# 黒崎定三

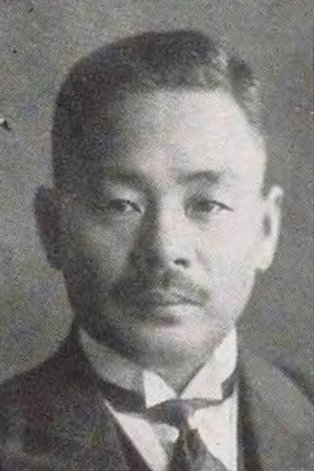
黒崎定三

黒崎 定三（くろさき ていぞう、1885年（明治18年）2月16日 - 1948年（昭和23年）7月19日）は、日本の法制官僚、政治家。貴族院議員、法制局長官。

## 経歴
京都府出身。黑崎武右衛門の二男として生まれた。郡山中学、第三高等学校を経て、1911年、東京帝国大学法科大学を卒業。同年12月、文官高等試験に合格。逓信省に入り通信局書記に就任。その後、法制局参事官、内閣恩給局審査官、法制局書記官などを歴任。その他、日独戦役講和準備委員、法制審議会幹事、交通審議会幹事などを務めた。1933年3月、齋藤内閣の法制局長官となり1934年7月まで在任。退任後すぐ同月3日に貴族院勅選議員に任命され、研究会に属し1946年（昭和21年）5月17日まで在任した。
1939年（昭和14年）1月、平沼内閣で再び法制局長官となり同年8月まで在任。その他、企画院参与、議会制度審議会幹事長、土木会議議員、大蔵省委員、国民更生金庫理事長などを歴任。戦後に公職追放となった。

## 栄典
- 1921年（大正10年）7月1日 - 第一回国勢調査記念章[6]

## 親族
- 妻 黒崎ヒロ（貴族院勅選議員和田彦次郎長女）[2]